# Manon Klett
Manon Klett (* 1. Dezember 1996 in Wolfsburg) ist eine deutsche ehemalige Fußballspielerin. Sie gehörte zuletzt drei Jahre lang dem 1. FC Köln als Torhüterin an.

## Karriere
Klett trat in der Saison 2012/13 mit den B-Juniorinnen des VfL Wolfsburg in der Nord/Nordost-Staffel der vor dieser Spielzeit neu gegründeten Bundesliga an und rückte im folgenden Sommer in den Kader der zweiten Frauenmannschaft auf, für die sie am 23. März 2014 in der 2. Bundesliga Nord debütierte.
Im Dezember 2015 gehörte sie zudem zweimal zum Spieltagskader des Bundesligateams.
Nach vier weiteren Jahren in Wolfsburg, in denen sie zu insgesamt 49 Pflichtspieleinsätzen für die zweite Mannschaft kam, wechselte Klett im Sommer 2018 zum Zweitligisten FSV Gütersloh 2009. Ein Jahr später schloss sie sich dem Bundesligisten SC Sand an. Für ihren neuen Verein gab sie am 1. Spieltag der Saison 2019/20 beim 0:1 gegen den VfL Wolfsburg ihr Bundesligadebüt und kam bis Ende Februar 2020 zu zwölf weiteren Erstligaeinsätzen. Zur Saison 2020/21 unterschrieb Klett einen Vertrag beim Zweitligisten 1. FC Köln und wird somit erneut von Sascha Glass trainiert, mit dem sie bereits in Sand und Wolfsburg zusammengearbeitet hatte. Mit dem letzten Saisonspiel am 28. Mai 2023 beendete sie ihre Spielerkarriere.